# Vallis Schröteri

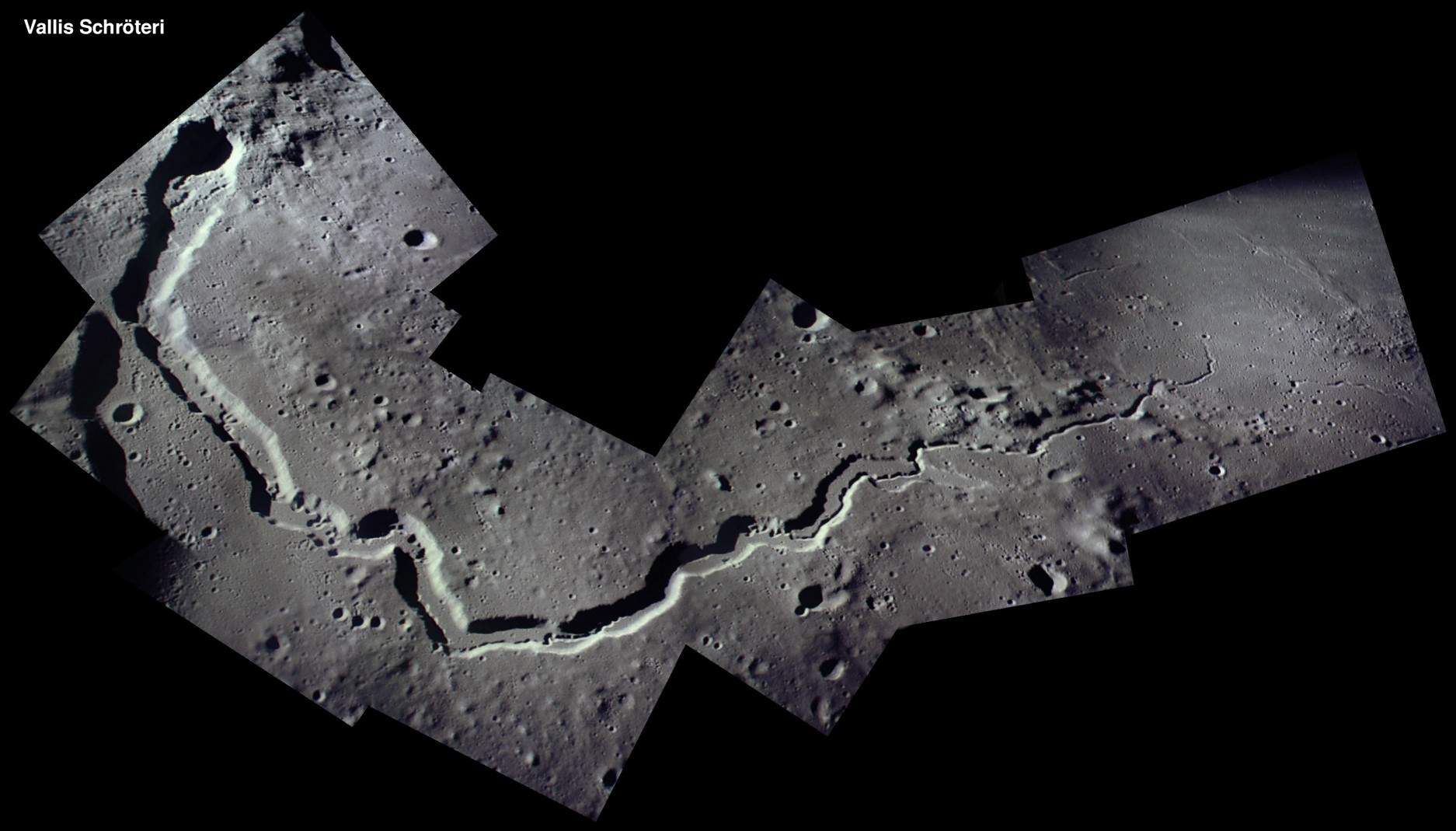
Vallis Schröteri

Vallis Schröteri – dolina księżycowa o długości 168 km, której środek ma współrzędne selenograficzne 26,2° N; 50,8° W. Dolinę nazwano na cześć niemieckiego astronoma Johanna Schrötera, nazwa została zatwierdzona przez Międzynarodową Unię Astronomiczną w roku 1961.